# Прессиометрические испытания грунтов

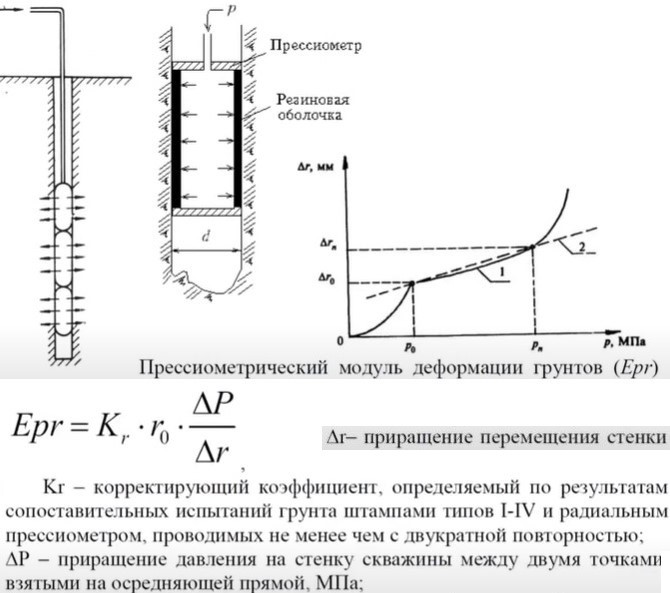
Прессиометрические испытания грунтов

Прессиометрические испытания — испытания дисперсных (не скальных) грунтов для определения горизонтального давления грунта в состоянии покоя, деформационных характеристик {\displaystyle E} и {\displaystyle E_{r}} (первичное и вторичное загружение соответственно). Прессиометр состоит из двух основных компонентов. Первый компонент — это считывающий блок, который остается над землей. Второй компонент манометра — это зонд, который вставляется в скважину (грунт) для измерения давления. Луи Менар в 1955 году впервые выдвинул на первый план прессиометр. Он начал его первое производство во Франции в 1955 году.

## Технология работы
Зонд прессиометра вставляется в скважину и поддерживается на испытательной глубине. Зонд представляет собой надувную гибкую мембрану, которая оказывает равномерное давление на стенки скважины при её расширении. По мере увеличения давления и расширения мембраны стенки скважины начинают деформироваться. Давление внутри зонда поддерживается постоянным в течение определённого периода времени, и регистрируется увеличение объёма, необходимого для поддержания давления. Есть два типа испытаний, которые можно проводить с помощью прессиометра. Испытание с контролируемым напряжением увеличивает давление равными приращениями, в то время как испытание с контролируемым напряжением увеличивает объём равными приращениями.
Прессиометр используется для испытания твердых глин, плотных песков и выветриваемых пород, которые нельзя проверить с помощью толкающего оборудования. Это позволяет инженерам проектировать фундамент, который будет устойчивым в этих условиях. Есть три различных типа манометров. Скважинный прессиометр является наиболее распространенным и имеет зонд, который вставляется в предварительно сформированное отверстие (ствол скважины). Второй тип прессиометра называется прессиометром самонакачивающимся. Саморезный прессиометр снабжен зондом, который саморезается в земле, чтобы не мешать работе. Третий прессиометр называется конусным прессиометром. Конусный прессиометр имеет конусообразный зонд, который вставляется в основание скважины, затем он перемещает почву в конус зонда, что вызывает меньшее беспокойство почвы для получения более точных показаний. Для разных типов грунта иногда требуются разные типы прессиометрических испытаний.